# Joker (concurso televisivo)
JOKER é um concurso de televisão português que consiste num teste de conhecimento em que o concorrente terá de responder a um conjunto de 12 perguntas (15 na temporada 2021-2022), cada uma acompanhada de 4 possíveis respostas, em que apenas uma está correta. É apresentado por Vasco Palmeirim.

## Formato
Referência:
O concurso "JOKER" consiste num teste de conhecimento em que o Concorrente terá de responder a um conjunto de 12 perguntas (15 na temporada 2021-2022), cada uma acompanhada de 4 possíveis respostas. Apenas uma é a resposta certa. É imperativo que o Concorrente chegue à 12.ª (15.ª na temporada 2021-2022) e última pergunta para poder ganhar um prémio.
Para o ajudar, o Concorrente dispõe de 7 jokers (9 na temporada 2021-2022).
- Cada joker permite que ele elimine uma das proposições de resposta incorretas e tenha 15 segundos de reflexão adicional.
- Para usar um joker, o Concorrente deve pressionar o botão.
- O Concorrente pode usar os seus jokers como quiser; por exemplo, na mesma pergunta, o Concorrente pode usar 0, 1, 2 ou 3 jokers. Usando 3 jokers na mesma pergunta, o Concorrente assegura a resposta correta.

A cada resposta correta, o Concorrente sobe um nível na árvore do dinheiro, composta da seguinte forma:
| 2018-2021; 2023-                                                | 2021-2022                                                                             |
| --------------------------------------------------------------- | ------------------------------------------------------------------------------------- |
| - 0 € - 200 € - 500 € - 1.000 € - 3.000 € - 10.000 € - 50.000 € | - 50 € - 250 € - 500 € - 1.000 € - 2.500 € - 5.000 € - 10.000 € - 25.000 € - 75.000 € |

O tempo para responder às perguntas é de 30 segundos nas primeiras quatro perguntas (cinco na temporada 2021-2022); 40 segundos da quarta à oitava pergunta (da quinta à décima pergunta na temporada 2021-2022) e 50 segundos para as últimas quatro (últimas cinco na temporada 2021-2022).
Por outro lado, se a resposta estiver incorreta, o Concorrente perde três jokers. E se não tiver mais jokers, então é na árvore do dinheiro que o Concorrente perde níveis.
Por exemplo:
- Se o Concorrente ainda tiver 4 jokers e der uma resposta errada, perde 3 jokers e permanece no mesmo nível na árvore do dinheiro.
- Se o Concorrente ainda tiver 3 jokers e der uma resposta errada, perderá os seus 3 últimos jokers e permanecerá no mesmo nível na árvore do dinheiro.
- Se o Concorrente tiver apenas 2 jokers e der uma resposta errada, perde os seus últimos 2 jokers e cai um nível na árvore do dinheiro.
- Se o Concorrente tem apenas um joker e dá uma resposta errada, perde o seu último joker e cai dois níveis na árvore do dinheiro.
- Se o Concorrente não tiver mais nenhum joker e der uma resposta errada, desce 3 níveis na árvore do dinheiro.

Se o Concorrente não responder ou acionar o botão para utilizar um joker fora do tempo permitido para a reflexão numa pergunta, então será considerada uma resposta errada.
O Concorrente tem um acompanhante no público, que acompanha o concurso, ao mesmo tempo, através de um tablet. Este acompanhante será um membro da família mais chegada do concorrente ou amigo próximo.
RONDA BÓNUS
Ao fim de 4 perguntas (5 perguntas na temporada 2021-2022), o concorrente tem acesso a uma Ronda Bónus. Nesta fase, o Concorrente tem 1 minuto (nas dois rondas bónus) e 90 segundos (na segunda ronda bónus na temporada 2021-2022) ao seu dispor para colocar perguntas ao seu acompanhante. Estas perguntas têm apenas duas hipóteses de resposta. Graças ao acompanhante, o Concorrente pode ganhar até 2 Jokers:
- Se o acompanhante responder corretamente a 5 perguntas, o Concorrente ganha um Joker.
- Se o acompanhante responder corretamente a 10 perguntas, o concorrente ganha 2 Jokers.

O acompanhante terá de indicar a resposta que escolhe como certa. O Concorrente só pode passar para a pergunta seguinte depois de o acompanhante verbalizar a resposta.
A ronda Bónus regressa ao fim de mais 4 perguntas, permitindo ao Concorrente ganhar até mais 2 Jokers extra, para enfrentar as derradeiras 4 perguntas.
O Concorrente tem ainda acesso a duas ajuda extra: (i) o “Super Joker”, recorrendo, para tal, ao seu acompanhante, e (ii) usar a resposta dada pelo acompanhante, sem saber qual é.
SUPER JOKER
O Concorrente tem um acompanhante no público, que acompanha o concurso, ao mesmo tempo, através de um tablet. O acompanhante serve também como um Joker
extra – o “Super Joker”.
- Quando acionado pelo Concorrente o Super Joker, o acompanhante é convidado a juntar-se na “mesa de concurso” para ajudar o Concorrente na pergunta em curso.
- Tal como nos 7 jokers principais, o uso da pessoa que o acompanha dará ao Concorrente 15 segundos de reflexão adicional ao tempo fixado para responder à pergunta.
- O Concorrente pode então consultar a pessoa que o acompanha para tomar uma decisão quanto à resposta a escolher.
- Como em qualquer outra questão, o Concorrente terá que escolher uma resposta para a pergunta antes que o tempo se esgote.
- O Super Joker só pode ser utilizado uma vez durante o concurso, quando o Concorrente desejar, exceto durante a décima segunda e última pergunta. Este acompanhante será sempre, obrigatoriamente, um membro da família mais chegada do concorrente ou amigo/a próximo.

Fora desta jogada, o Concorrente não está autorizado a comunicar com a pessoa que o acompanha sobre as questões.
É imperativo que o Concorrente chegue à 12ª (15.ª na temporada 2021-2022) e última pergunta antes de poder ganhar um prémio.
Nesta décima segunda e última pergunta, o Concorrente tem a oportunidade de escolher não responder à pergunta. Assim, ele pode:
- Escolher não responder; nesse caso, o Concorrente descerá um nível na árvore do dinheiro e retornará ao patamar imediatamente inferior àquele em que ele ou ela estava na árvore do dinheiro no final da pergunta anterior.
- Optar por responder; neste caso, se der a resposta correta, o Concorrente subirá um nível na árvore do dinheiro. No entanto, se der uma resposta errada, o Concorrente perderá três jokers ou três níveis na árvore do dinheiro, como nas perguntas anteriores. (Tal como nas perguntas anteriores, se o Concorrente tiver apenas 2 jokers e der uma resposta errada, perderá os seus últimos 2 jokers e cairá um nível na árvore do dinheiro, se o Concorrente não tiver mais que um joker e der uma resposta errada, perde o seu último joker e desce dois níveis na árvore do dinheiro).

O Concorrente deve informar o apresentador da sua decisão antes que o tempo se esgote. Se ele não tiver comunicado a sua decisão antes do final do tempo atribuído, será considerada uma resposta errada.
Se o Concorrente optar por usar um joker nesta 12.ª (15.ª na temporada 2021-2022) e última questão, terá obrigatoriamente que responder e não poderá escolher não responder e descer um nível na árvore do dinheiro, para ficar no nível imediatamente inferior (onde estava no final da pergunta anterior).
Qualquer acordo ou comunicação com terceiros, independentemente da sua forma, a fim de obter a resposta correta para uma ou mais perguntas, resultará na interrupção da participação do Concorrente no concurso, sem que ele possa reivindicar nenhuma compensação ou indemnização. Por exemplo, qualquer consulta de um dispositivo eletrónico, como um smartphone ou ecrã táctil, para obter a resposta correta, ou qualquer implementação de código entre o Concorrente e um membro do público para comunicar a resposta correta, resultará na interrupção da participação do Concorrente no concurso.
Ao longo de todo o concurso, se um membro do público murmurar ou declarar a resposta correta antes que o Concorrente tenha validado a sua resposta, a pergunta será cancelada e substituída por outra. Se a infração se repetir, o Produtor pode decidir interromper ou cancelar a participação do Concorrente.